# Марі Гелін Лізетт Кіккас
Марі Гелін Лізетт Кіккас (ест. Marie Heleen Lisette Kikkas; нар. 17 червня 1996, Таллінн, Естонія) — естонська футболістка, півзахисниця «Флори» та жіночої збірної Естонії.

## Ранні роки
Мати Марі, Кадрі Кімсен, та її тітка Кайре Кімсен також грали за жіночу футбольну команду Естонії й були першою парою сестер, які виступали за національну команду. Кадрі Кімсен зіграв у першому офіційному матчі Естонії проти Литви. Марі Кіккас розпочала займатися футболом у віці восьми років. Окрім футболу, займалася танцями та гімнастикою. У 15-річному віці захопилася футболом та грала в команді хлопчиків.

## Кар'єра в збірній
У 2016 році виступала за шведський клуб «Вармбол» і залишився там протягом одного сезону. 1 грудня 2020 року дебютувала за національну збірну Естонії в поєдинку проти Словенії, вийшовши замість Крістіни Баннікової.